# إعلان استقلال جمهورية القرم
إعلان استقلال جمهورية القرم كان إعلان استقلال جمهورية القرم ذاتية الحكم وسيفاستوبول قرارًا مشتركًا تم تبنيه في 11 مارس 2014 من قبل المجلس الأعلى لشبه جزيرة القرم المنحل ومجلس مدينة سيفاستوبول الذي أعلن عن جمهورية القرم المتمتعة بالحكم الذاتي ومدينة سيفاستوبول دولة ذات سيادة جمهورية القرم. استند القرار إلى نتائج الاستفتاء الذي أجري في 16 مارس 2014 بعد أن استولت القوات الروسية على شبه جزيرة القرم واستولت على برلمان المنطقة. إعلان الاستقلال والاستفتاء الذي تلاه لم يحظ باعتراف دولي من قبل معظم الدول.
وفقًا للإعلان، يحق للدولة المشكلة حديثًا التقدم بطلب إلى روسيا لإدراج الإقليم في الاتحاد كموضوع منفصل.
في الدستور الأوكراني، تعتبر جمهورية القرم ذات الحكم الذاتي ومدينة سيفاستوبول جزءًا لا يتجزأ من أوكرانيا، ولا يمكن إجراء تغييرات على أراضي أوكرانيا إلا بعد النتيجة ذات الصلة لاستفتاء عموم أوكرانيا.

## رد الفعل الدولي
اعترفت روسيا بإعلان استقلال جمهورية القرم، ووافقت على دمج الجمهورية في الاتحاد الروسي بعد استفتاء. مع ذلك أدان الاتحاد الأوروبي ودول مثل الولايات المتحدة الاستفتاء ووصفته بأنه «غير قانوني». قال الرئيس الأمريكي باراك أوباما إن الإجراءات الروسية تعد انتهاكًا للسيادة الأوكرانية وأن الاستفتاء «ينتهك الدستور الأوكراني والقانون الدولي». في 27 مارس 2014 اعتمدت الجمعية العامة للأمم المتحدة قرار «السلامة الإقليمية لأوكرانيا»، الذي اعترف بشبه جزيرة القرم كجزء من أوكرانيا.